# Miss Cuba
Miss Cuba es un concurso de belleza nacional en Cuba. Se encarga de seleccionar a la representante del país para el concurso Miss Universo.

## Historia
La participación de Cuba en concursos internacionales de belleza se remonta a 1927, cuando la isla compitió en el Concurso Internacional de Belleza, llevado a cabo en Galveston, Texas (Estados Unidos). Este evento, considerado un precursor de los concursos modernos, fue uno de los primeros en coronar a sus ganadoras como «Miss Universo», aunque sin relación con el concurso actual. Durante tres años consecutivos, Cuba estuvo representada por Angelina Anduiza (1927), Nila Garrido (1928) y Elvira Moreno (1929).
En 1952, se llevó a cabo la primera edición del concurso Miss Universo en Long Beach, California (Estados Unidos). Ese año, Gladys López fue la primera mujer en portar la banda de Miss Cuba tras ganar el título nacional en el Teatro Blanquita (actual Teatro Karl Marx) en La Habana. Durante las décadas de 1950 y 1960, Cuba participó de forma regular en el concurso Miss Universo.
A partir de 1960, con el ascenso al poder de Fidel Castro, el gobierno cubano prohibió la realización de concursos de belleza en la isla. Castro consideró que estos concursos eran un «capricho superficial» y declaró que los esfuerzos nacionales debían centrarse en temas de mayor trascendencia social. Como consecuencia, Cuba dejó de enviar representantes al concurso Miss Universo.
Sin embargo, la comunidad del exilio cubano en Miami organizó el concurso Miss Free Cuba (en español: 'Miss Cuba Libre'), que permitió a jóvenes cubanas residentes en el exilio participar en el concurso Miss Universo bajo ese título. Entre 1961 y 1967, seis mujeres representaron a Cuba en el concurso Miss Universo a través de este concurso.
Después de más de 57 años de ausencia, Cuba regresó al concurso Miss Universo en 2024, bajo una nueva organización con sede en Miami dirigida por Prince Julio César.

## Ganadoras
| Año  | Miss Cuba            |
| ---- | -------------------- |
| 1927 | Angelina Anduiza     |
| 1928 | Nila Garrido         |
| 1929 | Elvira Moreno        |
| 1952 | Gladys López         |
| 1954 | Isis Finlay          |
| 1955 | Gilda Marín          |
| 1956 | Marcia Rodríguez     |
| 1957 | María Rosa Gamio     |
| 1958 | Arminia Pérez        |
| 1959 | Irma Buesa Mas       |
| 1960 | Flora Laughten Hoyos |
| 1961 | Marta García Vieta   |
| 1962 | Aurora Prieto        |
| 1963 | Alicia Margit Chia   |
| 1965 | Alina De Varona      |
| 1966 | Lesbia Murrieta      |
| 1967 | Elina Salavarría     |
| 1975 | Maricela Maxie Clark |

## Representación internacional

### Miss Universo Cuba
: Declarada como ganadora
     : Terminó como finalista
     : Terminó como una de las semifinalistas o cuartofinalistas
     : Terminó como ganadora de premios especiales
| Año                           | Miss Universo Cuba           | Posición en Miss Universo | Premios especiales |
| ----------------------------- | ---------------------------- | ------------------------- | ------------------ |
| 2025                          | Lina Luaces                  | Por competir              | Por competir       |
| 2024                          | Marianela Ancheta            | Top 30                    |                    |
| No compitió entre 1968 y 2023 |                              |                           |                    |
| 1967                          | Elina Salavarría             | No clasificó              |                    |
| 1966                          | Lesbia Murrieta              | No clasificó              |                    |
| 1965                          | Alina De Varona              | No clasificó              |                    |
| 1964                          | No compitió                  | No compitió               | No compitió        |
| 1963                          | Alicia Margit Chia           | No clasificó              |                    |
| 1962                          | Aurora Prieto                | No clasificó              |                    |
| 1961                          | Marta García Vieta           | No clasificó              |                    |
| 1960                          | Flora Laughten Hoyos         | No clasificó              |                    |
| 1959                          | Irma Buesa Mas               | No clasificó              |                    |
| 1958                          | Arminia Pérez y González     | No clasificó              |                    |
| 1957                          | María Rosa Gamio             | Tercera finalista         |                    |
| 1956                          | Marcia Rodríguez             | Top 15                    |                    |
| 1955                          | Gilda Marín                  | No clasificó              |                    |
| 1954                          | Isis Margarita Finlay García | No clasificó              |                    |
| 1953                          | No compitió                  | No compitió               | No compitió        |
| 1952                          | Gladys López                 | No clasificó              |                    |

### Miss Mundo Cuba
: Declarada como ganadora
     : Terminó como finalista
     : Terminó como una de las semifinalistas o cuartofinalistas
     : Terminó como ganadora de premios especiales
| Año                           | Miss Mundo Cuba      | Posición en Miss Mundo | Premios especiales |
| ----------------------------- | -------------------- | ---------------------- | ------------------ |
| No compite desde 1976         |                      |                        |                    |
| 1975                          | Maricela Maxie Clark | Tercera finalista      |                    |
| No compitió entre 1956 y 1974 |                      |                        |                    |
| 1955                          | Gilda Marín          | Tercera finalista      |                    |

### Miss Internacional Cuba
: Declarada como ganadora
     : Terminó como finalista
     : Terminó como una de las semifinalistas o cuartofinalistas
     : Terminó como ganadora de premios especiales
| Año                                                                              | Miss Internacional Cuba    | Posición en Miss Internacional | Premios especiales           |
| -------------------------------------------------------------------------------- | -------------------------- | ------------------------------ | ---------------------------- |
| 2025                                                                             | Rosangela Rizo             | Por determinar                 |                              |
| 2024                                                                             | Shelbi Brynes Garcia       | Top 20                         | - Miss Internacional América |
| 2023                                                                             | Sheyla Ravelo              | No clasificó                   |                              |
| 2022                                                                             | Rachel Martín              | No clasificó                   |                              |
| Debido al impacto de la pandemia de COVID-19, no hubo concurso entre 2020 y 2021 |                            |                                |                              |
| 2019                                                                             | Lia Neta Álvarez           | No compitió                    |                              |
| 2018                                                                             | Jennifer Álvarez Ruíz      | No clasificó                   |                              |
| 2017                                                                             | Claudia Moras Báez         | No compitió                    |                              |
| 2016                                                                             | Daniela Quesada            | No clasificó                   |                              |
| 2015                                                                             | Heidy Fass                 | No clasificó                   |                              |
| 2014                                                                             | Adisleydi Alonso Rodríguez | No clasificó                   |                              |
| 2013                                                                             | Claudia Valdés             | No compitió                    |                              |
| 2012                                                                             | Damaris Aguiar             | No compitió                    |                              |
| 2011                                                                             | Elizabeth Robaina          | No clasificó                   |                              |
| 2010                                                                             | Giselle Capdvila           | No compitió                    |                              |
| 2009                                                                             | Patricia Rosales           | Top 15                         |                              |

### Miss Tierra Cuba
: Declarada como ganadora
     : Terminó como finalista
     : Terminó como una de las semifinalistas o cuartofinalistas
     : Terminó como ganadora de premios especiales
| Año                           | Miss Tierra Cuba    | Posición en Miss Tierra | Premios especiales |
| ----------------------------- | ------------------- | ----------------------- | --- |
| 2024                          | Stephany Díaz       | Top 20                  | |
| 2023                          | Aleida Josefa Pérez | No clasificó            | |
| 2022                          | Sheyla Ravelo       | Top 12                  | - Competencia en Traje de Noche (Grupo Fuego) - Competencia de Talentos (Grupo Fuego) - Competencia en Ropa de Playa (Grupo Fuego) - Competencia en Traje de Baño (América) - Miss Isla de Romblon 2022 (Grupo Fuego) |
| 2021                          | Cynthia Linnet Lau  | No clasificó            | |
| 2020                          | No compitió         | No compitió             | No compitió |
| 2019                          | Jessica María Reyes | No compitió             | No compitió |
| 2018                          | Mónica Aguilar      | No clasificó            | |
| No compitió entre 2010 y 2017 |                     |                         | |
| 2009                          | Jamillette Gaxiola  | No clasificó            | |
| 2008                          | Jessica Silva       | No clasificó            | |
| 2007                          | Ariana Barouk       | No clasificó            | - Miss Eco - Turismo |

### Miss Supranacional Cuba
: Declarada como ganadora
     : Terminó como finalista
     : Terminó como una de las semifinalistas o cuartofinalistas
     : Terminó como ganadora de premios especiales
| Año                           | Miss Supranacional Cuba     | Posición en Miss Supranacional | Premios especiales     |
| ----------------------------- | --------------------------- | ------------------------------ | ---------------------- |
| 2024                          | María José Cetina Alfonso   | No clasificó                   |                        |
| 2023                          | Mónica Aguilar              | No clasificó                   |                        |
| 2022                          | Liz Rodríguez               | No clasificó                   |                        |
| No compitió entre 2013 y 2021 |                             |                                |                        |
| 2012                          | Damaris Yamila Aguiar Gómez | No clasificó                   | - Mejor traje nacional |

### Miss Grand Cuba
: Declarada como ganadora
     : Terminó como finalista
     : Terminó como una de las semifinalistas o cuartofinalistas
     : Terminó como ganadora de premios especiales
| Año  | Miss Grand Cuba          | Posición en Miss Grand Internacional | Premios especiales                |
| ---- | ------------------------ | ------------------------------------ | --------------------------------- |
| 2025 | Daylin Rodríguez         | Por determinar                       |                                   |
| 2024 | Lourdes Feliu            | No clasificó                         |                                   |
| 2023 | Sofía Acosta             | No clasificó                         |                                   |
| 2022 | Fabien Laurencio         | No clasificó                         |                                   |
| 2022 | Daniela Espinosa         | No compitió                          | No compitió                       |
| 2021 | Geysel Vaillant          | No clasificó                         |                                   |
| 2020 | Jennifer Sánchez Aguilar | No clasificó                         |                                   |
| 2019 | Elaine González          | No clasificó                         |                                   |
| 2018 | Gladys Carredeguas       | Top 20                               |                                   |
| 2017 | Lisandra Delgado         | No clasificó                         |                                   |
| 2016 | Merys Navarro            | Top 20                               |                                   |
| 2015 | María Elena Manzo        | No clasificó                         |                                   |
| 2014 | Lees García              | Miss Grand Internacional 2014        | - Mejor en traje de baño (Top 25) |
| 2013 | Jamillette Gaxiola       | Top 10                               | - Mejor traje nacional (Top 20)   |